# Italochrysa amplipennis
Italochrysa amplipennis är en insektsart som beskrevs av Bo Tjeder 1966. Italochrysa amplipennis ingår i släktet Italochrysa och familjen guldögonsländor. Inga underarter finns listade i Catalogue of Life.